# Kanton Montferrand
Kanton Montferrand (fr. Canton de Montferrand) je francouzský kanton v departementu Puy-de-Dôme v regionu Auvergne. Zahrnuje pouze čtvrť Montferrand ve městě Clermont-Ferrand.